# Judith Cabaud
Pour les articles homonymes, voir Cabaud.
Judith Cabaud est une femme de lettres et musicologue française, née à New York en 1941.

## Biographie
Judith Cabaud est née dans une famille israélite américaine d'origine polonaise et russe. Après des études de sciences de l'université de New York, elle se rend à Paris et obtient son diplôme de civilisation française en 1960 à la Sorbonne, et se convertit au catholicisme.
Musicologue et professeur certifiée d'anglais, elle est l'auteur de plusieurs ouvrages sur les relations entre judaïsme et christianisme, le rôle de Pie XII pendant la Seconde Guerre mondiale, ou le grand rabbin de Rome, Eugenio Zolli. Elle est également critique musicale au festival de Bayreuth depuis 1994.
En 1992, elle fait partie du comité de parrainage de la bibliothèque privée Jeanne-d'Arc, sise à Paris. Elle a par ailleurs milité à Chrétienté-Solidarité. En 1999, elle signe pour s'opposer à la guerre en Serbie la pétition « Les Européens veulent la paix », initiée par le collectif Non à la guerre.

## Ouvrages
- Where Time Becomes Space, Fransiscan Herald Press, 1979
- Sur les balcons du ciel, Dominique Martin Morin, 1985 (préface de Raymond Leopold Bruckberger). Seconde édition en 1999
- Mathilde Wesendonck ou Le rêve d'Isolde, Actes Sud, 1990. Prix de l'Académie du Vernet.
- La Blessure de Jonathan P., L’Âge d'Homme, 1998
- Eugenio Zolli : Prophète d'un monde nouveau, François-Xavier de Guibert, 2002 (traduit en six langues)
- La Tradition hébraïque dans l'Eucharistie : Eugenio Zolli et la liturgie du sacrifice, François-Xavier de Guibert, 2006
- La Poule rebelle et autres contes du Gajun, François-Xavier de Guibert, 2007
- Postface de Histoire des Juifs, d'Abraham à nos jours par Bernard Antony, Godefroy de Bouillon, 2007
- Préface de Béni soit celui qui vient au nom du Seigneur : Du judaïsme hassidique au catholicisme, histoire d'une conversion par Elisabeth Smadja, François-Xavier de Guibert, 2007
- Musique et foi, en route pour l'infini, articles publiés dans l'Homme Nouveau, 2010

### Traductions
- Eugenio Zolli, Avant l'aube : Autobiographie spirituelle, François-Xavier de Guibert, 2002
- Roy H. Schoeman, Le salut vient des Juifs : Le rôle du judaïsme dans l'histoire du salut depuis Abraham jusqu'au Second, Francois-Xavier De Guibert, 2006
- Roy H. Schoeman, Le Miel du rocher. Seize témoignages d'accomplissement de la foi d'Israël dans le Christ, Francois-Xavier De Guibert, 2008